# Urban Emmerich
Urban Emmerich (* 1379 in Glatz, Königreich Böhmen; † 1470 in Görlitz) war ein Görlitzer Bürgermeister. Sein Sohn Georg Emmerich ist, teilweise als Konfliktpartei, häufig Gegenstand der Görlitzer Stadtgeschichte im 15. Jahrhundert.

## Herkunft
Urban Emmerich war nach der Emmerichschen Familienchronik Sohn von einer aus dem Hause Pfintzing aus Nürnberg und Urban Emmerich (* 1329). Von seinem Vater erbte er sein Haus.
„Emrich von der Warthe“, war sein Großvater.
Eine Urkunde aus dem Jahr 1433, nach der Urban Emmerichs Vater gleichfalls Urban hieß, bestätige, dass Emmerich von der Warthe der Großvater des 1379 geborenen Urban Emmerich war, Vater des 1329 geborenen Urban und eben nicht Vater des 1379 geborenen Urban.

## Biographie
Die Görlitzer Ratsrechnungen und Stadtbücher enthalten so viele urkundliche Nachrichten, dass Richard Jecht gar nicht in der Lage gewesen ist, sie alle zu bearbeiten. Sie seien außerdem hauptsächlich von politischer Natur gewesen, weswegen er sich auf das Notwendigste beschränkte. In seiner Jugend sei Urban ein „Kriegsmann“ gewesen. Vor 1422 heiratete er in Breslau Margarethe Sauermann. Sie gebar ihm Urban, Georg, Dorothea, Hedwig und Regina. Seine zweite Ehefrau war Margarethe, Tochter des Bürgermeisters Paul Rinkengießer, der grundlegenden Anteil am späteren Wohlstand und der Macht der Familie Emmerich hatte. Durch diese Ehe veranlasst, wanderte er zwischen dem 4. Oktober 1432 und dem 17. März 1433 nach Görlitz ein.
Er brachte die „Stadtbehörde“ hauptsächlich unter seinen Einfluss und spielte darin lange Zeit eine größere Rolle. Ab 1434 saß er im Rat, 1448, 1452, 1456, 1460 und 1464 war er Bürgermeister. Im Jahr 1440 war Urban, wie auch Nikolaus Horschel, Heerführer beim Verteidigen der Überfälle der Herren von Wartenberg auf Görlitz.
In Urbans Nachbarschaft wohnten, zumindest zeitweise, prominente Reichsvertreter, so um das Jahr 1454 der junge böhmische König Ladislaus Postumus und dessen Nachfolger bzw. der damalige Reichsverweser Georg von Podiebrad und sogar in seinem eigenen Haus am Untermarkt der Kanzler. Zwischenzeitlich gebar ihm Margarethe seine Kinder Wenzel und Margarethe. 1459 heiratete er noch Agnes, Tochter des Melchior von der Heide. 1470 starb Urban Emmerich. Glaubt man den Quellen, wurde Urban 91 Jahre alt.